# Dampierre-les-Bois
Dampierre-les-Bois é uma comuna francesa na região administrativa de Borgonha-Franco-Condado, no departamento de Doubs. Estende-se por uma área de 4,72 km². Em 2010 a comuna tinha 1 644 habitantes (densidade: 348,3 hab./km²).